# Epicephala acrocarpa
Epicephala acrocarpa là một loài bướm đêm thuộc họ Gracillariidae. Loài này có ở Samoa.